# オレン・スマジャ
オレン・スマジャ（ヘブライ語: אורן סמדג'ה 、英: Shay-Oren Smadja、1970年6月20日 - ）は、イスラエルのオファキム出身の柔道選手。現役時代は71kg級と78kg級の選手。得意技は変形の袖釣込腰である「丸山スペシャル」。

## 人物
イスラエルにおける柔道普及のきっかけをつくった父親の影響により柔道を始めた。1990年の世界ジュニア71kg級では決勝でソ連のウラジーミル・ジェボアーゼに敗れるが2位となった。1992年バルセロナオリンピックでは準々決勝で韓国の鄭勲に小内刈で敗れるが、3位決定戦でドイツのステファン・ドットを大内返で破って、前日にイスラエル選手として全競技を通して初めてのオリンピックメダリスト(銀メダル)となったヤエル・アラドに続いて、また、男子としては初のメダルとなる銅メダルを獲得することになった。1993年に階級を78kg級に上げると、1995年の世界選手権では、決勝で古賀稔彦に一本背負投で敗れるが2位となった。1996年アトランタオリンピックでは2回戦で敗れた。
現在はイスラエル柔道男子チームのコーチをしている。

## 主な戦績
71kg級での戦績
- 1990年 - 世界ジュニア　2位
- 1990年 - ヨーロッパジュニア　3位
- 1991年 - ドイツ国際　2位
- 1992年 - チェコ国際　3位
- 1992年 - イギリス国際　3位
- 1992年 - ヨーロッパ選手権　3位
- 1992年 - バルセロナオリンピック　3位

78kg級での戦績
- 1993年 - ベルギー国際　3位
- 1993年 - イギリス国際　2位
- 1994年 - ベルギー国際　優勝
- 1995年 - ベルギー国際　3位
- 1995年 - 世界選手権　2位
- 1999年 - ブルガリア国際　2位(81kg級)